# 宋福匡
宋福匡（越南语：／；？—1780年），阮朝承天高皇后宋氏蘭之父。
宋福匡祖籍是清華處宋山縣人，祖先跟隨阮潢南來順化，借籍於正營。父親是世宗朝的內水掌奇兼工部掌使事宋福誠。宋福匡最初以祖蔭起家，官至掌營。初娶廣南黎氏女，生下承天高皇后宋氏蘭，後又娶阮世宗第六女阮氏玉琚為妻，生下兒子宋福樑。
景興三十六年（1775年），阮睿宗阮福淳南逃至嘉定府，宋福匡攜帶家眷跟隨阮主來到嘉定。阮福映在龍川（今金甌省）舉兵抗擊阮惠的進犯，宋福匡和宋福良等合戰退敵，進克柴棍。景興三十九年（1778年），宋福匡和杜清仁共同推舉阮福映為大元帥攝國政。是年，阮福映娶其女宋氏蘭為正室。景興四十一年（1780年），阮福映即位稱王，宋福匡因功獲封外左掌營兼掌使事。不久前往真臘招降，在南榮病亡。景興五十年（1789年），掌奇胡文璘前往南榮城收其屍骨，歸葬嘉定城。
嘉隆三年（1804年），阮福映追贈其為推忠翊運功臣，特進開府輔國上將軍上柱國太保匡國公，諡忠懿，歸葬廣德營龍湖社，在富春社建祠祭祀，名為宋公祠，並列祀嘉定顯忠祠和中興功臣廟，加贈妻黎氏為國夫人，為黎氏在廣南安館社立祠祭祀。明命十三年（1832年），明命帝改赠特進壯武大將軍前軍都統府掌府事太保，封歸國公（越南语：／），諡恭敏，祠堂移祀到金龍社，更名歸國公祠。加贈黎氏為歸國一品夫人。